# Hillsboro (Missouri)
Hillsboro – miasto w Stanach Zjednoczonych, w stanie Missouri, siedziba administracyjna hrabstwa Jefferson.